# Kosmos 305
Kosmos 305 (ryska: Космос 305) var en sovjetisk rymdsond i Lunaprogrammet. Rymdsonden sköt upp den 22 oktober 1969, med en Protonraket. Planen var att farkosten skulle hämta mark prover från månens yta.
Rymdsonden misslyckades med att lämna sin omloppsbana runt jorden och brann upp i jordens atmosfär den 24 oktober 1969.

### Fotnoter
1. ↑  ”NASA Space Science Data Coordinated Archive” (på engelska). NASA. https://nssdc.gsfc.nasa.gov/nmc/spacecraft/display.action?id=1969-092A. Läst 2 mars 2020.